# Ban Jieyu
Pour les articles homonymes, voir Ban.
Ban Jieyu (chinois : 班婕妤 ; pinyin : Bān Jiéyú ; Wade-Giles : Pan Chieh-yü), la dame Ban, est une concubine de l'empereur Cheng des Han et une poétesse chinoise. Elle est née vers 48 et morte vers 2 avant notre ère, sous la dynastie des Han occidentaux (ou Han antérieurs).

## Biographie
Ban Jieyu est née à Anling (dans les environs des actuelles Xianyang et Xingping, Shaanxi).
Ban Jieyu est la tante de l'historien Ban Biao et la grand-tante des historiens Ban Gu et Ban Zhao, frère et sœur. Elle est l'une des concubines de l'empereur Cheng des Han (entre 32 et 6 avant notre ère). Entrée au palais impérial au début du règne de Cheng, elle devient rapidement l'une des favorites, élevée au rang de « Belle-Favorisée » (jieyu), le deuxième rang le plus élevé pour les concubines. Les deux enfants auxquels elle donne naissance meurent après quelques mois.
L'Histoire des Han vante son respect des valeurs et convenances confucéennes. Une anecdote raconte que, invitée par l'empereur à monter avec lui dans le palanquin impérial, elle refuse, au motif que des peintures anciennes montrent les anciens rois accompagnés de personnalités officielles, alors que seuls les derniers rois décadents de la dynastie Zhou apparaissent accompagnés de leurs favorites. Accepter pourrait être alors de mauvais augure.
L'empereur Cheng oriente à partir de 20-17 av. J.-C. (ère Hongjia) ses faveurs vers Zhao Feiyan et sa sœur Zhao Hede (en). Toutes deux intriguent pour que leur clan tiennent les rênes du pouvoir. L'impératrice Xu, avec Ban Jieyu, est accusée en 18 par Zhao Feiyan de pratiquer la sorcellerie. Bien qu'innocentée, Ban Jieyu demande à faire partie des suivantes de l'impératrice-mère Wang Zhengjun (en) pour se protéger.
Une biographie de Ban Jieyu figure dans le Han shu (Histoire des Han) de son petit-neveu Ban Gu, une autre dans les biographies additionnelles du Lienü zhuan (Biographie de femmes célèbres) de Liu Xiang, que certains attribuent à sa petite-nièce Ban Zhao.

## Œuvre

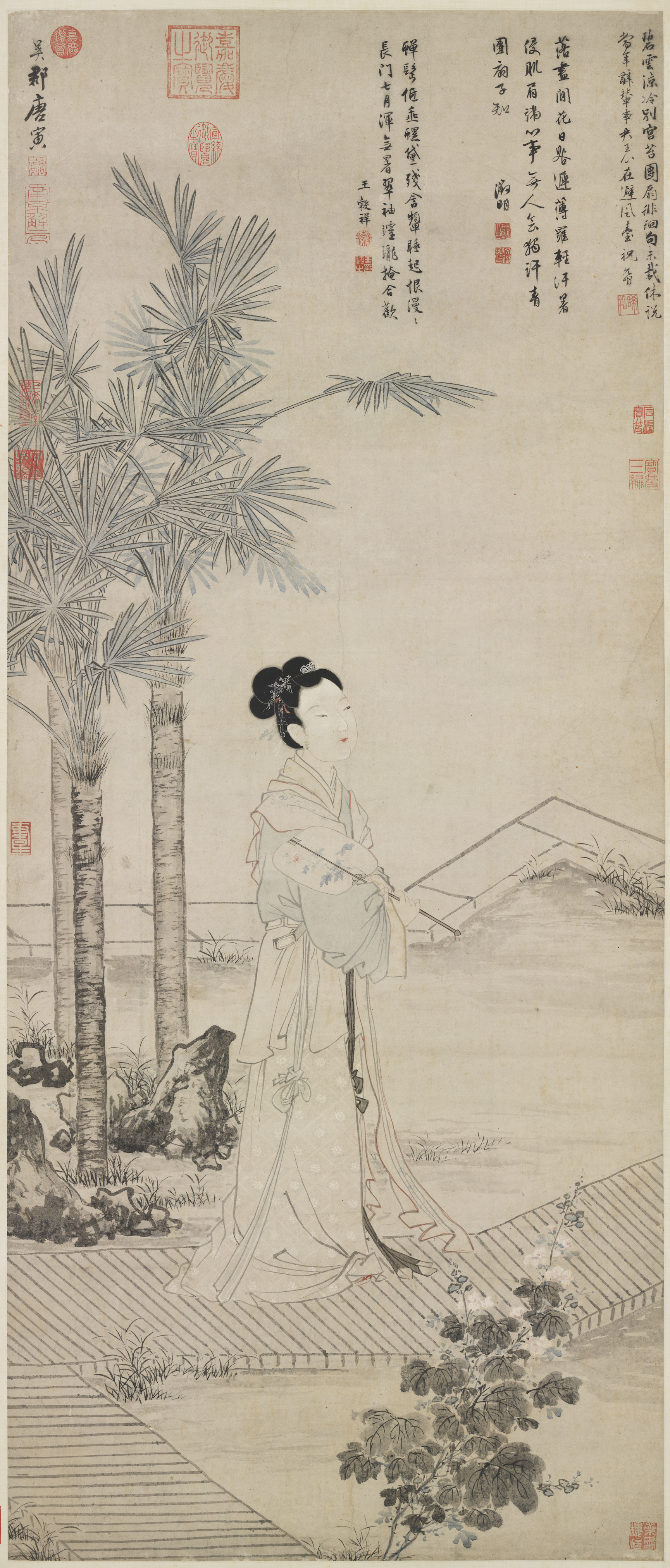
L'Éventail de la concubine Ban, peinture de Tang Yin, dynastie Ming.

Il lui est attribué trois poèmes : deux fu et un poème pentasyllabique.
Le poème pentasyllabique, Chanson en manière de doléance (Yuan ge xing ou Yuan shi), appelé aussi Poème sur un éventail (Shan shi), est un poème du genre yongwu (詠物) cité dans le Wenxuan et le Yutai xinyong, anthologies du vie siècle. Le poème décrit un éventail qu'on laisse à l'abandon une fois l'automne venu. L'éventail est symbolique du sort d'une femme du palais. Des sources ultérieures ont voulu y voir une représentation du sort réservé à la dame Ban elle-même. Bien que son attribution a été tôt mise en doute, il n'en reste pas moins que l'image de l'éventail est resté associée à la dame Ban. Ainsi le Yuefu shiji (zh), anthologie de yuefu du xie siècle, contient une série de poèmes des Six Dynasties et des Tang s'inspirant de ce poème. Il possible pour des raisons stylistiques et thématiques que le poème ait été écrit en réalité sous les Han postérieurs (25-220), et plus tard attribué à la dame Ban.
L'un des deux fu, le Dao su fu, date probablement des Six Dynasties. Mais l'autre fu, le Zi dao fu, est cité dans la biographie de Ban Jieyu dans le Livre des Han. D'après Ban Gu, il a été écrit après qu'elle a quitté la cour. Elle y exprime sa solitude et un sentiment d'abandon. L'expression des sentiments personnels y atteint une intensité unique dans les fu des Han antérieurs, et les notations autobiographiques y sont aussi inhabituelles. Avec ce fu, Ban Jieyu est l'unique femme auteur de fu des Han occidentaux.

## Traductions
- Paul Demiéville (dir.), Anthologie de la poésie chinoise classique, Paris, coll. « Poésie », 1962  — La dame Pan, p. 88-89
- Cent poèmes d'amour de la Chine ancienne, trad. André Lévy, Arles, Éditions Philippe Picquier, 1997  — Ressentiment, p. 42
- (en) Kang-i Sun Chang (dir.) et Haun Saussy (dir.), Women Writers of Traditional China : An Anthology of Poetry and Criticism, Stanford University Press, 1999  — Ban Jieyu, p. 17-21